# 沙希德·卡普爾
沙希德·卡普爾（英語：Shahid Kapoor，發音：[ʃaːɦɪd̪ kəˈpuːr]，1981年2月25日—），印度男演員，主要從事印地語電影工作。他最初因扮演浪漫角色而受到外界認可，此後又出演了動作片和驚悚片，並獲得了涵蓋印度電影觀眾獎在內的諸多獎項。
卡普爾是演員潘卡吉·卡普爾及尼莉瑪·亞辛之子，希馬克·達瓦爾的舞蹈學院接受舞蹈演員訓練。他在20世紀90年代的幾部電影中擔任背景舞者，並出現在MV和電視廣告中。2003年憑藉主演《尋尋覓覓》首度亮相大銀幕，該片上映後口碑漸開，並讓他贏得了印度電影觀眾獎最佳男新人。隨後出演了幾部失敗的商業片，直到《婚禮》（2006年）才取得高票房。
卡普爾在《忽然遇見你》（2007年）、《惡棍無賴》（2009年）及《海德爾復仇記》（2014年）及《迷幻旁遮普》（2016年）中的演出而贏得讚譽。其中，憑藉《海德爾復仇記》獲得印度電影觀眾獎最佳男主角，而《迷幻旁遮普》則讓他贏得印度電影觀眾評論獎最佳男主角。之後帶來他個人票房創新高的《帕德瑪瓦特》（2018年），以及《癮情》（2019年）和《言者無心》（2024年）；2023年起主演電視劇《金钱骗局》。
除了表演之外，卡普爾還支持慈善事業、主持頒獎典禮，並在舞蹈真人秀節目《驚鴻一撇》（2015年）中擔任才藝評審。

## 早年及家族
沙希德·卡普爾1981年2月25日生於新德里，父親是演員潘卡吉·卡普爾，母親是演員兼舞者尼莉瑪·亞辛。由於母親家的緣故，使他與導演兼作家克瓦加·艾哈邁德·阿巴斯有親戚關係。父母在他三歲時離婚；父親搬到了孟買並與再婚演員蘇普麗亞·帕塔克，卡普爾繼續與母親和外祖父母住在德里。祖父母是俄羅斯雜誌《人造衛星》的記者，卡普爾特別喜歡祖父：「他每天都會送我去學校，會和我談論父親；他們關係很好，並將他寫的信唸給我聽。」父親當時是孟買苦苦掙扎的演員，每年只在卡普爾生日那天去看兒子一次。卡普爾10歲時，原是舞者的母親搬到孟買成為演員。
母親亞辛在孟買與演員拉傑什·哈塔爾再婚。卡普爾繼續與母親和哈塔爾一起生活，直到母親與繼父於2001年分居。母親與哈塔爾生下伊沙恩·哈塔爾，成為卡普爾同母異父的弟弟。從父親與帕塔克的婚姻開始，卡普爾還擁有兩個同父異母的弟妹：薩納（Sanah）及魯哈恩（Ruhaan）。卡普爾曾在德里的吉安巴拉蒂學校與孟買的拉傑漢斯·維迪亞拉亞學校受教。後來到孟買的米提拜學院念了三年書。
卡普爾從小就對舞蹈產生了興趣，15歲時進入了希馬克·達瓦爾的舞蹈學院。就讀該校時，卡普爾在達瓦爾編舞的電影《我心狂野》（1997年）和《節奏》（1999年）中擔任背景舞者。卡普爾在學院的舞台表演中，演唱了歌曲〈風尚〉及〈黃金眼〉，獲得觀眾的好評；他形容這次經歷是首次「感覺到自己像個明星」。他後來成為該學院的講師；在此期間，卡普爾陪同一位朋友參加了由沙·魯克·罕、卡約兒與拉妮·穆科吉主演的百事可樂廣告試鏡，但最終是他自己參與演出。卡普爾出現在奇巧巧克力和Close-Up牙膏等品牌的電視廣告中，並出現在包括雅利安（Aryans）樂團、歌手庫馬·山奴等多位表演者的MV中。卡普爾還在1998年的電視連續劇《莫罕達斯BALLB》（Mohandas B.A.L.L.B.）中擔任父親的助理導演。

## 私生活

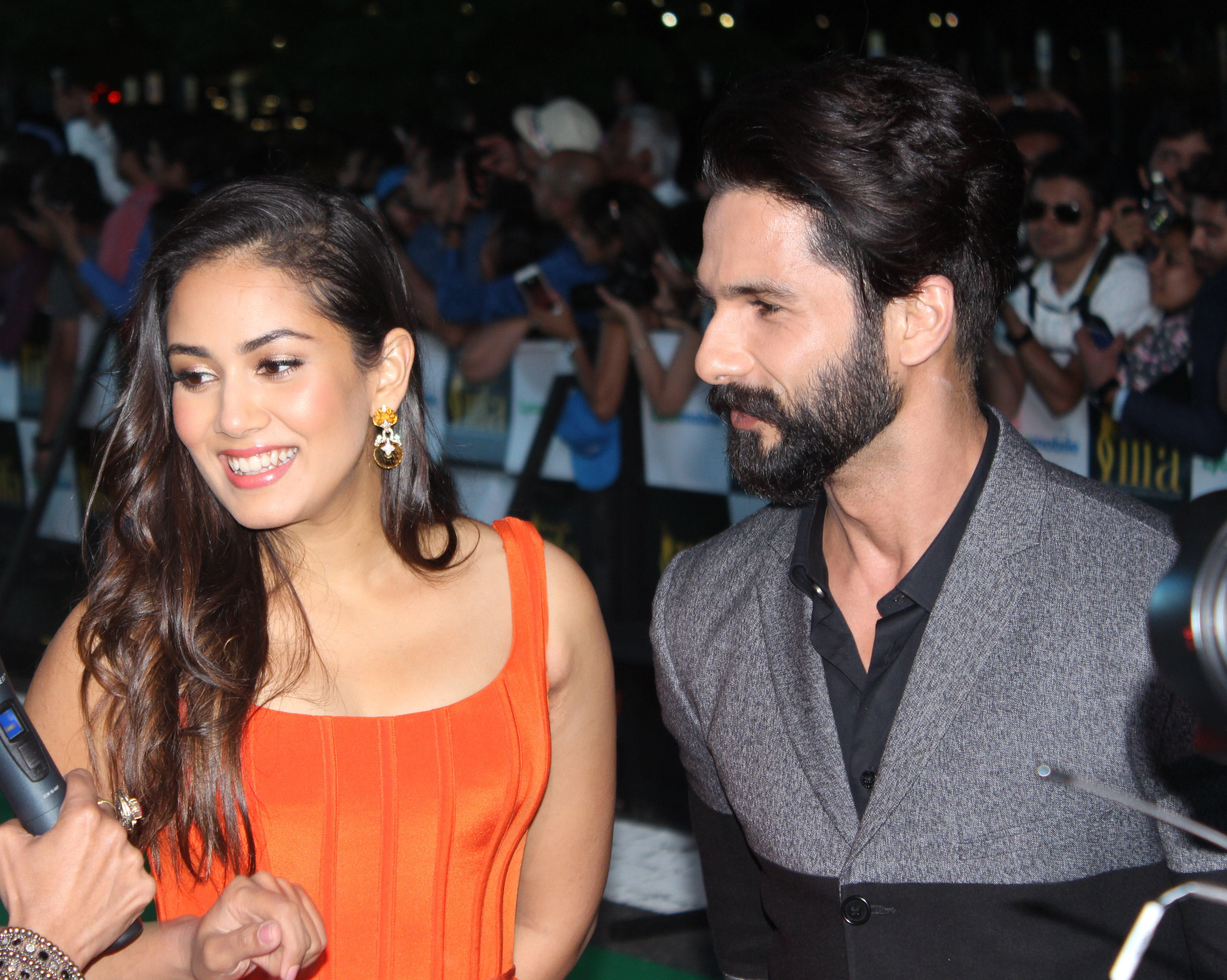
卡普爾與妻子米拉·拉傑普特（Mira Rajput）於2017年

卡普爾的私生活是印度小報熱衷報導的議題。2004年拍攝《為愛走險》期間，他開始與卡琳娜·卡浦爾交往，兩人都公開談論了此戀情。當《Mid-Day》刊登了一組他們在公共場合接吻的照片時，兩人都聲稱這些照片屬於捏造，該報行徑涉及誹謗，但《Mid-Day》否認有任何違法行為。情侶倆於2007年拍攝《忽然遇見你》期間分手。自從他們分手後，卡普爾決定讓私生活遠離媒體的關注。但小報仍猜測他與其他幾位女演員的關係，包括瑋焍婭·芭蘭和琵豔卡·喬普拉。2012年，卡普爾向警方投訴，自己遭到前演員瓦斯塔維克塔·潘迪特（Vastavikta Pandit）跟蹤。
2015年3月，卡普爾談到即將與比自己小13歲的新德里大學生米拉·拉傑普特結婚。《印度時報》報導稱，卡普爾透過宗教團體拉達·索米·薩桑·比斯結識了女方。卡普爾與拉傑普特2015年7月7日在古爾岡舉行私人儀式結婚。拉傑普特2016年8月生下女兒米希拉（Misha），2018年9月生下兒子札因（Zain）。
拉達·索米是結合了印度教和錫克教元素的現代融合主義宗教團體，卡普爾與妻子皆在精神上也認同其教義。卡普爾奉行素食主義，此生活方式是受到布萊恩·海因斯的《生活屬於公平》（Life is Fair）一書的影響。

## 作品列表

### 電影
| 年份 | 片名                  | 角色                                             | 附註                             | 來源          |
| ---- | --------------------- | ------------------------------------------------ | -------------------------------- | ------------- |
| 1997 | 《我心狂野》          | 舞者                                             | 未掛名                           | [ 10 ]        |
| 1999 | 《節奏》              | 舞者                                             | 未掛名                           | [ 10 ]        |
| 2003 | 《尋尋覓覓》          | 拉吉夫·馬圖爾（Rajiv Mathur）                                |                                  | [ 33 ]        |
| 2004 | 《為愛走險》          | 傑·馬爾霍特拉（Jai Malhotra）                                |                                  | [ 34 ]        |
| 2004 | 《渴望无限》          | 尼基爾·馬圖爾（Nikhil Mathur）                                |                                  | [ 35 ]        |
| 2005 | 《我为坦尼娅狂》      | 卡蘭·夏爾馬（Karan Sharma）                                  |                                  | [ 36 ]        |
| 2005 | 《哇！這就是生活》    | 阿迪亞·韋爾瑪（Aditya Verma）                                |                                  | [ 37 ]        |
| 2005 | 《獵捕》              | 賈德夫·瓦爾丹（Jaidev Vardhan）                                |                                  | [ 38 ]        |
| 2006 | 《36中國城》          | 拉吉·馬爾霍特拉（Raj Malhotra）                              |                                  | [ 39 ]        |
| 2006 | 《噓！別出聲》        | 吉圖（Jeetu）                                         |                                  | [ 40 ]        |
| 2006 | 《婚禮》              | 普雷姆·巴傑帕伊（Prem Bajpayee）                              |                                  | [ 41 ]        |
| 2007 | 《终极傻瓜》          | 拉賈／拉胡爾·辛哈尼亞（Raja / Rahul Singhania）                        |                                  | [ 42 ]        |
| 2007 | 《忽然遇見你》        | 阿迪亞·卡什亞普（Aditya Kashyap）                              |                                  | [ 33 ] [ 43 ] |
| 2008 | 《幸運緣分》          | 拉吉·馬爾霍特拉（Raj Malhotra）                              |                                  | [ 44 ]        |
| 2009 | 《惡棍無賴》          | 查理（Charlie）／古杜·夏爾馬（Guddu Sharma）                        |                                  | [ 33 ] [ 45 ] |
| 2009 | 《寶萊塢之板球尤物》  | 羅漢·辛格（Rohan Singh）                                    |                                  | [ 46 ]        |
| 2010 | 《熱舞青春》          | 薩米爾·貝爾（Sameer Behl）                                  |                                  | [ 47 ]        |
| 2010 | 《快乐上学去》        | 拉胡爾·普拉卡什·烏迪亞瓦爾（Rahul Prakash Udyavar）                   |                                  | [ 48 ]        |
| 2010 | 《白手公司》          | 卡蘭·S·卡普爾（Karan S. Kapoor）                                |                                  | [ 49 ]        |
| 2010 | 《我們未來見》        | 阿米特·「伊米」·卡普爾（Amit "Immy" Kapoor）                       |                                  | [ 50 ]        |
| 2011 | 《季節》              | 哈林德·「哈利」·辛格（Harinder "Harry" Singh）                         |                                  | [ 51 ]        |
| 2012 | 《我們的故事》        | 克里希·卡普爾（Krrish Kapoor）／賈韋德·卡德里（Javed Qadri）／戈文德（Govind） |                                  | [ 52 ]        |
| 2013 | 《孟買之音》          | 他自己                                           | 特別演出歌曲：〈我們的孟買之音〉 | [ 53 ]        |
| 2013 | 《非主流英雄》        | 維什瓦斯·拉奧（Vishwas Rao）                                |                                  | [ 54 ]        |
| 2013 | 《血戰血還》          | 羅密歐·拉吉庫馬爾（Romeo Rajkumar）                            |                                  | [ 55 ]        |
| 2014 | 《海德爾復仇記》      | 海德爾·梅爾（Haider Meer）                                  |                                  | [ 56 ]        |
| 2014 | 《战龙在野》          | 他自己                                           | 特別演出歌曲：〈跟隨旁遮普〉（Punjabi Mast） | [ 57 ]        |
| 2015 | 《不可思議戀曲》      | 賈格金德爾·喬金德爾（Jagjinder Joginder）                          |                                  | [ 58 ]        |
| 2016 | 《迷幻旁遮普》        | 湯米·辛格（Tommy Singh）                                    |                                  | [ 59 ]        |
| 2017 | 《缘断仰光桥》        | 納瓦布·馬利克（Nawab Malik）                                |                                  | [ 60 ]        |
| 2018 | 《帕德瑪瓦特》        | 拉瓦爾·拉坦·辛格                                 |                                  | [ 61 ]        |
| 2018 | 《歡迎來到紐約》      | 他自己                                           | 客串                             | [ 62 ]        |
| 2018 | 《電錶人生》          | 蘇希爾·庫馬爾·潘特（Sushil Kumar Pant）                           |                                  | [ 63 ]        |
| 2019 | 《癮情》              | 卡比爾·拉吉德爾·辛格博士（Dr. Kabir Rajdheer Singh）                     |                                  | [ 64 ]        |
| 2022 | 《再戰板球夢》        | 阿瓊·塔爾瓦（Arjun Talwar）                                  |                                  | [ 65 ]        |
| 2023 | 《血腥父亲》          | 蘇梅爾·阿扎德（Sumair Azad）                                |                                  | [ 66 ]        |
| 2024 | 《言者無心》          | 雅利安·阿格尼霍特里（Aryan Agnihotri）                          |                                  | [ 67 ] [ 68 ] |
| 2025 | 《失憶緝兇》          | 警察助理警長德夫·安布爾（ACP Dev Ambre）                      |                                  | [ 69 ]        |
| 2025 | 《阿瓊·烏斯塔拉》（Arjun Ustara） | 待公布                                           |                                  | [ 70 ]        |

### 電視
| 年份  | 節目名                       | 角色     | 附註     | 來源          |
| ----- | ---------------------------- | -------- | -------- | ------------- |
| 1998  | 《莫罕達斯BALLB》（Mohandas B.A.L.L.B.）        | 不適用   | 助理導演 | [ 11 ] [ 71 ] |
| 2010  | 《第16屆印度明星電影獎》     | 主持人   | 電視特輯 | [ 72 ]        |
| 2011  | 《第17屆印度明星電影獎》     | 主持人   | 電視特輯 | [ 73 ]        |
| 2012  | 《第18屆印度彩色明星電影獎》 | 主持人   | 電視特輯 | [ 74 ]        |
| 2012  | 《第13屆國際印度電影大獎》   | 主持人   | 電視特輯 | [ 75 ]        |
| 2013  | 《第14屆國際印度電影大獎》   | 主持人   | 電視特輯 | [ 76 ]        |
| 2014  | 《第15屆國際印度電影大獎》   | 主持人   | 電視特輯 | [ 77 ]        |
| 2015  | 《驚鴻一撇》                 | 評審     | 真人秀   | [ 78 ]        |
| 2016  | 《Zee電影獎》                | 主持人   | 電視特輯 | [ 79 ]        |
| 2016  | 《第17屆國際印度電影大獎》   | 主持人   | 電視特輯 | [ 80 ]        |
| 2023– | 《金錢騙局》                 | 桑尼（Sunny） | 主演     | [ 81 ]        |

### MV
| 年份 | 歌名                         | 演唱者          | 來源          |
| ---- | ---------------------------- | --------------- | ------------- |
| 1999 | 〈在眼中〉（Aankhon Mein）               | 雅利安（Aryans）      | [ 11 ] [ 82 ] |
| 1999 | 〈我的心說喝了〉（Mera Dil Bole Piya Piya）         | 普爾尼瑪        | [ 83 ] [ 84 ] |
| 2000 | 〈我不得不說〉（Kehna To Hai）           | 庫馬·山奴       | [ 11 ]        |
| 2001 | 〈我要寫我的一生與出生〉（Jaan Likhu Janam Likhu） | 利迪（Riddhi）        | [ 83 ]        |
| 2002 | 〈有問題〉（Koi To Baat Hai）               | 薩達納·薩加姆   | [ 85 ]        |
| 2010 | 〈多莉〉（Doli Doli）                 | 法爾古尼·帕塔克 | [ 83 ]        |
| 2010 | 〈我們的聲音再次相遇〉       | 多人            | [ 86 ]        |
| 2018 | 〈烏瓦什〉（Urvashi）               | 嘿嘿哈尼·辛     | [ 87 ]        |

## 備註
1. ↑  卡普爾在片中一人分飾兩角。
2. ↑  卡普爾在片中一人分飾三角。

## 外部連結
- 沙希德·卡普爾在互联网电影资料库（IMDb）上的資料（英文）